# Senoculifer
Senoculifer là một chi nhện trong họ Philodromidae.